# 초조본 신찬일체경원품차록 권20
초조본 신찬일체경원품차록 권20(初雕本 新纘一切經源品次錄 卷二十)은 서울특별시 용산구 [[국립중앙박물관에 있는 고려시대의 목판본 불경이다. 
1988년 12월 28일 대한민국의 국보 제245호 초조본 신찬일체경원품차록 권제20(初雕本 新纘一切經源品次綠 卷第二十
)으로 지정되었다가, 2010년 8월 25일 현재의 명칭으로 변경되었다.

## 개요
『일체경원품차록』은 당나라 종범이 『정원석교대장록』에 의거하여 여러 경권(經卷)을 대조하여 정리하고, 경명(經名), 번역한 사람, 총지면수와 권질 그리고 각 경(經)의 차례를 권별로 시작하는 본문에 이어 종이수, 행수를 자세히 차례대로 적어 30권으로 편입시킨 것이다. 이 유물은 그 가운데 권20에 해당한다.
초조본에서만 볼 수 있는 매우 귀중한 자료이다.

## 같이 보기
- 일체경원품차록

## 참고 자료
- 초조본 신찬일체경원품차록 권20 - 국가유산청 국가유산포털